# Intermodaal goederenvervoer

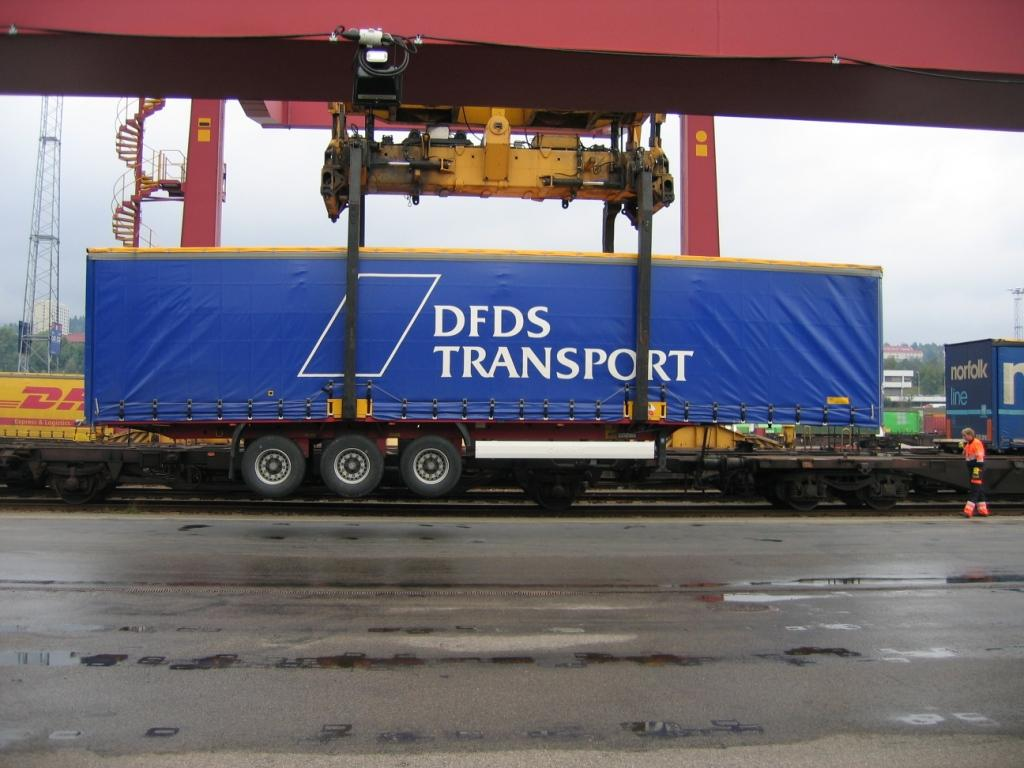
Verlading van een kraanbare oplegger.

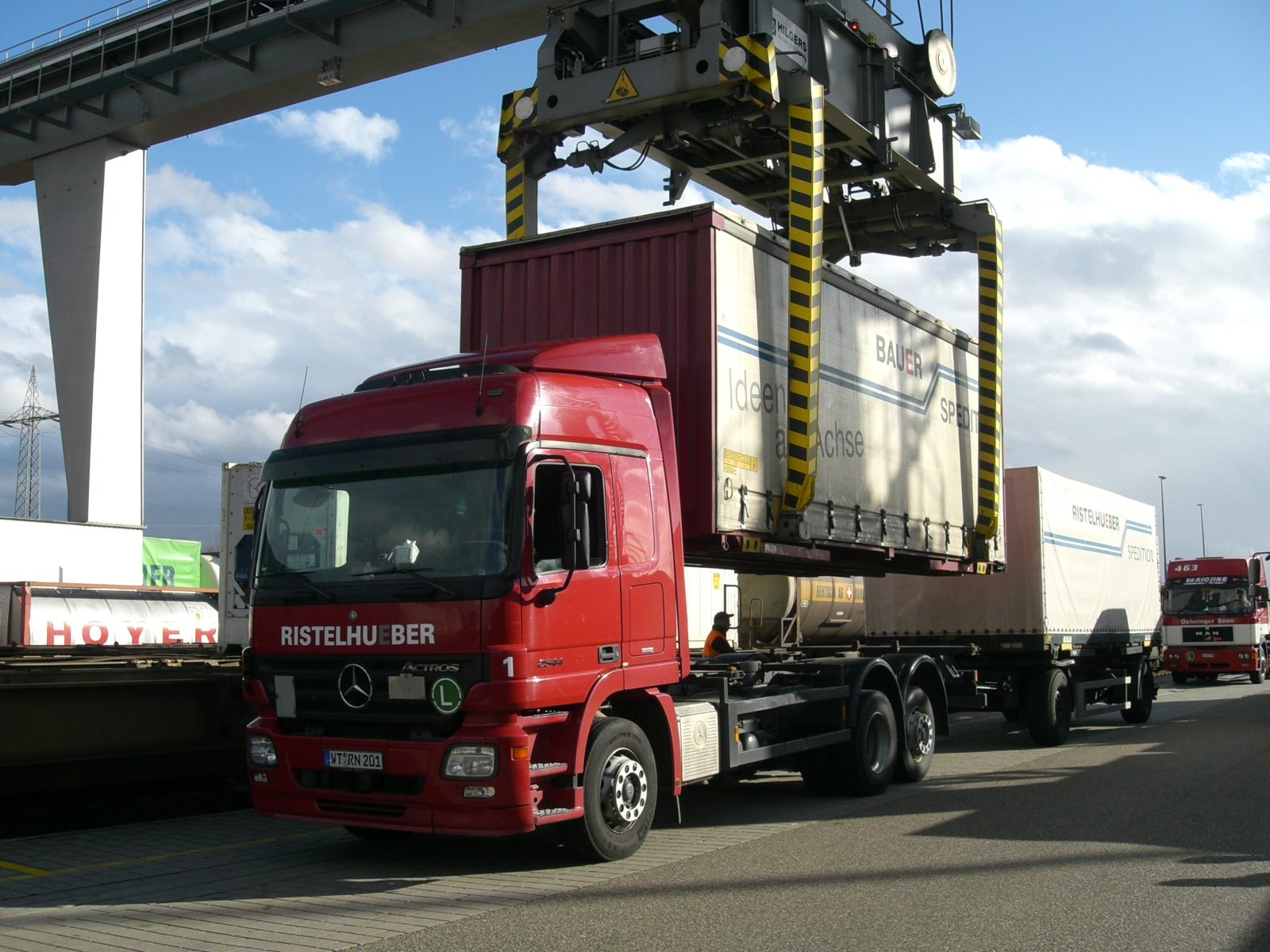
Verlading van een wissellaadbak.

Intermodaal goederenvervoer is een vorm van multimodaal transport, waarbij goederen met meerdere vervoermiddelen (modaliteiten) worden getransporteerd, met als verschil dat de goederen niet afzonderlijk maar met behulp van een laadeenheid worden omgeladen. Het gaat hierbij om vervoer van goederen in (zee)containers, wissellaadbakken en opleggers. Indien voor een groot deel van de afstand wordt afgelegd per trein of schip en alleen voor het voor- en natransport gebruik wordt gemaakt van wegvervoer, dan spreekt men ook wel van gecombineerd vervoer.

## Laadeenheden
Er zijn een groot aantal verschillende vormen van intermodaal transport. Hierbij kan onderscheid worden gemaakt tussen de verschillende soorten laadeenheden en de manier waarop deze vervoerd worden. Een eerste opsplitsing valt te maken tussen het vervoer van opleggers en het vervoer van andere laadeenheden (zonder eigen wielen).

### Opleggers
Voor vervoer van opleggers met een andere modaliteit dan het wegvervoer zijn er twee mogelijkheden, namelijk begeleid of onbegeleid (gecombineerd) vervoer. Bij de eerste wordt de gehele vrachtwagen vervoerd. Het gaat hier dan om trekker + oplegger inclusief chauffeur. Per spoor is dit de Rollende Landstraße of autopendeltreinen zoals de Eurotunnel Le Shuttle, over water gaat het om roll-on-roll-offschepen. Bij onbegeleid vervoer wordt alleen de oplegger getransporteerd. Bij spoorvervoer worden de opleggers, indien ze kraanbaar zijn, in speciale spoorwagens (Taschenwagen) getakeld. Niet-kraanbare opleggers vereisen een special systeem, bijvoorbeeld Modalohr of CargoBeamer.

### Zeecontainers
Er bestaan veel soorten laadeenheden, in veel verschillende lengte en een paar verschillende breedtes. Een belangrijke categorie zijn de zeecontainers, ook wel ISO-containers genoemd, naar de normen waaraan ze moeten voldoen. De variatie hierin is beperkt, er zijn maar een paar lengtes toegestaan en de breedte ligt vast op 8 foot (2,438 m). Deze standaardisatie heeft ervoor gezorgd dat dergelijke laadeenheden wereldwijd gebruikt worden. Voor intermodaal vervoer over zee wordt daarom bijna geen ander soort laadeenheden gebruikt. Voor containerschepen is het praktisch dat alle eenheden eenzelfde breedte hebben, zodat deze goed en veilig in het laadruim kunnen staan.

### Wissellaadbakken
Om verschillende redenen, vaak omdat de maatvoering te beperkend is, wordt afgeweken van de ISO-normen. Deze laadeenheden worden wissellaadbakken genoemd. Er bestaan zeer veel verschillende uitvoeringen, de varianten die voor intermodaal vervoer gebruikt worden kunnen worden onderverdeeld in drie groepen, afhankelijk van hoe deze eenheden kunnen worden verladen.
Bij vervoer over de weg, per spoor en soms per binnenvaartschip, is het mogelijk om eenheden te gebruiken die breder zijn dan zeecontainers, met als voordeel dat de grotere binnenmaten een efficiëntere belading met (euro-)pallets mogelijk maakt. Ook zijn er veel meer lengtematen mogelijk. Een deel van de laadeenheden is van bovenaf kraanbaar doordat zij bevestigingspuntentwistlocks hebben aan de bovenzijde, op dezelfde maten als ISO-containers. Een ander deel is alleen van onderaf kraanbaar, op dezelfde wijze als kraanbare opleggers. Beide groepen hebben gaten voor twistlocks op de hoeken en op de maten volgens de ISO-norm, waardoor zeecontainers en wissellaadbakken allemaal op dezelfde containerwagens vervoerd kunnen worden.
Ten slotte zijn er nog de laadbakken die niet onder de bovengenoemde groepen vallen. Het betreft hier onder ander de eenheden voor zijbelading, bijvoorbeeld het Afzet Container Transport Systeem (ACTS). Deze wordt veel gebruikt voor afvalvervoer tussen vaste punten. Ook zijn er laadeenheden zoals de Stora Enso Cargo Unit (SECU), die door afwijkende maatvoering niet meer transporteerbaar is met de systemen voor zeecontainers en wissellaadbakken.